# 矢橋浩吉
矢橋 浩吉（やばし こうきち、1919年3月15日 - 2016年10月6日）は、昭和期の実業家。元揖斐川電気工業（現・イビデン）社長。愛知県名古屋市出身。旧制名古屋高等商業学校卒。
旧姓は亀山。父・亀山恭平、母・正子の三男。時期は不明だが、矢橋家（大垣市赤坂町の県内屈指の旧家）に婿入りしている。
在任中はプリント配線板、セラミックスといった事業を育て、今日のイビデンの主力事業の礎を築いた。その一方、オイルショック等の影響で業績が悪化したため、1976年に緊急合理化対策を発表し、大量の人員整理等を行った。さらに事業の分社化を行い、イビデン電子工業、イビデングラファイト、イビデン計算センター（現・タック）、イビデン興産）などを設立した。

## 経歴
- 1946年 - 揖斐川電気工業（現・イビデン）入社。
- 1951年 - 取締役就任。
- 1969年 - 常務取締役就任。
- 1973年 - 社長の須崎潔が在任中の8月15日に死去したことにより、9月12日に代表取締役社長に就任。
- 1981年6月 - 常務取締役会長に就任。
- 1991年6月 - 相談役就任。
- 1991年12月 - 大垣市固定資産評価審査委員会委員に選任される[9]。
- 2016年10月6日 - 心不全により死去。97歳没。

## 栄典
（出典）
- 1981年（昭和56年）大垣市功労章受賞
- 1985年（昭和60年）藍綬褒章受章
- 1990年（平成2年）勲三等瑞宝章受章